# Orthetrum brunneum
Orthetrum brunneum, Centinela azul, es una libélula de tamaño mediano y ojos azules que habita en charcas y orillas de ríos remansados. Los machos están recubiertos de una pruina de color celeste.

## Subespecies
Las subespecies incluyen:
- Orthetrum brunneum var. brunneum (Fonscolombe, 1837) ( reino paleártico )
- Orthetrum brunneum var. cycnos (Sélys, 1848) ( Córcega y Cerdeña )[2]

## Distribución
Está presente en la mayor parte de Europa y su área de distribución se extiende hasta Mongolia y el norte de África .
Puede encontrarse en Afganistán, Albania, Argelia, Andorra, Armenia, Austria, Bielorrusia, Bélgica, Bosnia y Herzegovina, Bulgaria, China, Croacia, Chipre, República Checa, Egipto, Francia, Alemania, Grecia, Hungría, Italia, Letonia, Liechtenstein, Lituania, Luxemburgo, República de Macedonia, Malta, Moldavia, Montenegro, Países Bajos, Polonia, Portugal, Rumania, Rusia, Serbia; Eslovaquia, Eslovenia, España, Suiza, Turquía y Ucrania.

## Hábitat
Esta especie prefiere pequeños arroyos, canales y acequias, con aguas poco profundas y de rápido calentamiento.

## Descripción
Los adultos crecen hasta 40 a 40-45 milímetros (1,6-1,8 plg) de largo. Sus dimensiones medias son mayores que en Orthetrum coerulescens .
El tórax y el abdomen son de color azul pálido en los machos, de color marrón amarillento o marrón grisáceo en las hembras. Los machos jóvenes son de color marrón. El abdomen es relativamente aplanado y muestra una delgada línea negra mediodorsal y puntos distintos en cada segmento. Las alas son hialinas, con pterostigma de color amarillo o marrón pálido. La envergadura alcanza 66-70 milímetros (2,6-2,8 plg) .

## Biología y comportamiento
Los adultos se pueden encontrar desde mediados de junio hasta finales de agosto en las inmediaciones de ríos tranquilos o cerca de aguas estancadas y poco profundas, en lugares soleados. Los machos sexualmente maduros defienden su territorio realizando cortos vuelos de inspección para ahuyentar a otros machos.
Habitualmente se aparean en reposo, generalmente en el suelo. La hembra pone los huevos en la superficie de aguas poco profundas, tocándolas únicamente con su abdomen mientras vuela, a veces acompañada por el macho, que mantiene a distancia a los demás machos.
Las larvas son feroces depredadores. Viven enterrados en material fino del suelo (arena fina, limo, etc.), en lugares sin sombra y en aguas poco profundas. Pasan el invierno y se desarrollan en dos o tres años.

## Galería
|                     |
| Macho, vista dorsal |

|                      |
| Hembra, vista dorsal |

|                                     |
| Macho joven, aún sin la pruina azul |